# Carolina del Sur
Carolina del Sur (en inglés, South Carolina) es uno de los cincuenta estados que, junto con Washington D. C., forman los Estados Unidos de América. Su capital es Columbia, y su ciudad más poblada es Charleston. Está ubicado en la región Sur del país, división Atlántico Sur, limitando al norte con Carolina del Norte y al suroeste con el río Savannah que lo separa de Georgia. Fue admitido en la Unión el 23 de mayo de 1788, como el estado número ocho. A pesar de su pequeña extensión territorial, es uno de los líderes nacionales de producción textil y el segundo mayor productor de tabaco de Estados Unidos, solo superado por Carolina del Norte.
La región que actualmente constituye Carolina del Sur formó parte inicialmente de la colonia inglesa de Carolina, nombrada en homenaje al rey Carlos II de Inglaterra (en latín Carlos es Carolus). En 1712, la colonia de Carolina se separó en dos: Carolina del Norte y Carolina del Sur.
Carolina del Sur fue una de las Trece Colonias que se rebelaron contra el gobierno británico en la guerra de Independencia de los Estados Unidos. Carolina del Sur se convirtió en el octavo estado de la Unión el 23 de mayo de 1788. Fue el primer estado en separarse de la Unión, el 20 de diciembre de 1860, tras la elección de Abraham Lincoln, para fundar los Estados Confederados de América. La guerra civil estadounidense se inició en Carolina del Sur, el 12 de abril de 1861, cuando tropas confederadas invadieron Fort Sumter. Después del fin de la guerra, el estado sería readmitido nuevamente en la Unión, el 25 de junio de 1868.
El apodo de Carolina del Sur, The Palmetto State, se originó durante la guerra por la independencia. Palmetto es una palabra inglesa que en castellano significa palmera. Al inicio de la revolución, fuerzas británicas intentaron capturar sin éxito el fuerte Moultrie hecho con troncos de palmeras, abundantes en el estado. Al día siguiente, el comandante del fuerte, al ver un navío de guerra británico en llamas, comentó que el humo emitido por el navío en llamas se asemejaba a una palmera.

## Historia

### Descubrimiento y exploración
Cerca de 30 tribus diferentes de nativos americanos vivían en la región que constituye actualmente Carolina del Sur en la época de la llegada de los primeros exploradores europeos a la región. De estas tribus, los más importantes eran los catawba (parte del grupo nativo americano de los siouan), los cheroqui y los yamasee (muskhogean). Se cree que los primeros humanos en asentarse en la actual Carolina del Sur lo hicieron hace unos 15 000 años.
El primer explorador europeo en avistar y desembarcar en la actual Carolina del Sur, fue el español Francisco Gordillo, en 1521. Cinco años después, en 1526, otro español, Lucas Vázquez de Ayllón, fundó el primer asentamiento europeo en el territorio que actualmente constituye Estados Unidos. Este asentamiento fue nombrado por Ayllón como San Miguel de Guadalupe y fue fundado con 600 expedicionarios. San Miguel de Guadalupe sería abandonado al año siguiente, en 1527. La región de Carolina del Sur sería reivindicada por los españoles y por los franceses, a lo largo del siglo XVI. Los franceses realizaron diversas tentativas de colonización de la región, que fallaron a causa de la hostilidad de tribus indígenas locales y a causa de la falta de provisiones.
Inglaterra reivindicó la actual Carolina del Sur al inicio del siglo XVII. En 1629, el rey Carlos I de Inglaterra cedió el sur de las Trece Colonias a Robert Heath. Esta colonia incluía las regiones que actualmente constituyen Carolina del Norte, Carolina del Sur, Georgia y Tennessee. Heath nombró esta colonia Carolana, una palabra latina que significa 'Tierra de Carlos'.

### Colonia inglesa
En 1663, el rey Carlos II de Inglaterra confiscó la provincia de Carolina a los descendientes de Heath, y cedió la colonia a ocho «lores» —conocidos como Lords Proprietors, 'Lores Propietarios'— que administrarían en conjunto la provincia de Carolina. Carlos II lo hizo para recompensar a dichos lores, que habían apoyado su ascenso al poder. La provincia de Carolina fue dividida en tres condados: Albermarle (norte de la actual Carolina del Norte y Tennessee), Clarendon (actual Cape Fear) y Craven (actuales Carolina del Sur y Georgia). El condado de Clarendon duraría hasta 1667, en que se fundió con el condado de Albermarle. El primer asentamiento inglés en la actual Carolina del Sur sería fundada en 1670, en Albermarle Point. Diez años después, en 1680, los colonos de este asentamiento se trasladaron a la región de Oyster Point. El nuevo asentamiento allí fundado se llamó Charles Town, nombre que sería cambiado por el actual Charleston en 1783.
La región de Carolina del Sur continuó siendo reivindicada por los españoles y por los franceses hasta la década de 1730. Durante este periodo, los colonos ingleses fueron obligados a defenderse de diversos ataques de fuerzas españolas y francesas, durante la guerra de sucesión española, entre 1710 y 1713, y de diversos ataques indígenas y de piratas. Las crecientes diferencias económicas y políticas entre la población de los condados de Albermarle y Craven causaron finalmente la disolución de la provincia de Carolina, en 1712. En su lugar, fueron fundadas dos provincias coloniales distintas: Carolina del Norte y Carolina del Sur, en lo que eran anteriormente los condados de Albermarle y Craven. Ambas colonias continuaron siendo administradas por los lores propietarios.
Los lores, que tenían solamente intereses políticos y económicos en la región, poco ayudaron los colonos durante los ataques españoles, franceses, de los indígenas y de los piratas, hecho que disgustó mucho a la población. Además, los lores no permitían a los colonos que eligieran a sus gobernadores. Estos lores fueron depuestos en 1719, después de rechazar propuestas de leyes creadas por la población del estado ese mismo año. Carolina del Sur pasó a ser entonces una colonia real, gobernada por un gobernador escogido por el monarca del Reino Unido. El monarca británico de la época, el rey Jorge I de Inglaterra, hizo esto en un intento de agradar a la población de la Carolina del Sur, toda vez que la colonia actuaba como primera barrera de defensa contra invasiones españolas provenientes del sur, especialmente de la Florida. En 1732, la parte sur se separó formando una colonia aparte, Georgia.
Carolina del Sur, desde la década de 1700, había prosperado con el cultivo de arroz en la región. Desde mediados de la década de 1730, el algodón también pasó a ser cultivado en gran cantidad en la región. El algodón era primariamente exportado a otros países. La venta de algodón a precios competitivos requería gran cantidad de mano de obra barata. Así fue como miles de personas fueron traídos a la fuerza desde el continente africano, para trabajar como esclavos. Con la expansión del área cultivada desde el litoral hacia el interior, cada vez más colonos y esclavos se instalaban en la región. En 1775, Carolina del Sur poseía cerca de 175 000 habitantes. De estos, 100 000 eran blancos y 75 000 eran negros.
Durante la década de 1760, una serie de leyes aprobadas por el Reino Unido, que instituían diversos impuestos o disminuían la independencia de las Trece Colonias en relación con la metrópoli, disgustaron a la mayor parte de la población, que hasta entonces era, en su mayoría, leal a los británicos. Tras la institución de estas leyes, la población de Carolina del Sur se dividió en dos grupos: los whigs, que apoyaban la independencia de las Trece Colonias, y los torys, leales a la Corona británica.

### Independencia de Inglaterra
La guerra de Independencia de los Estados Unidos se inició en 1775. La mayor parte de Carolina del Sur sería conquistada por los británicos al inicio de la guerra. La mayor ciudad de Carolina del Sur en aquellos tiempos, Charleston, estaba en mano de los colonos, y sería atacada por primera vez por tropas británicas en junio de 1776. Los colonos de la ciudad derrotaron a estas tropas en la batalla de Sullivan Island. Los británicos invadieron otra vez la ciudad de Charleston en 1779, tomando con éxito la ciudad en 1780. Tropas estadounidenses, bajo el mando del general Horatio Gates, intentaron obtener el control de Carolina del Sur en 1780, partiendo desde Carolina del Norte, pero fueron obligadas a retroceder tras ser derrotadas en la batalla de Camden. Fue en 1781 cuando una nueva fuerza estadounidense, comandada por el general Nathanael Greene, invadió Carolina del Sur y forzó a los británicos a replegarse en dirección a Virginia. Charleston continuaría bajo control británico hasta 1782. En total, tuvieron lugar cerca de 200 batallas y conflictos entre tropas y milicias coloniales y tropas británicas.
Después de la independencia de Estados Unidos, en 1783, Carolina del Sur ratificaría la Constitución de los Estados Unidos de América, el 23 de mayo de 1788, convirtiéndose en el 8.º estado de la Unión.
La economía de Carolina del Sur dependía primariamente de las exportaciones de algodón a los países europeos. A causa de ello, el gobierno del estado apoyaba el libre comercio entre países, y se oponía a la adopción de tarifas aduaneras. Diversas tarifas aduaneras fueron adoptadas en el país durante las décadas de 1800 y 1810. En 1819, el país sufrió una recesión económica. El gobierno de Carolina del Sur alegó entonces que el causante de esta recesión fueran las tarifas aduaneras. Carolina del Sur presionó al gobierno a retirar estas tarifas, pero sin éxito.

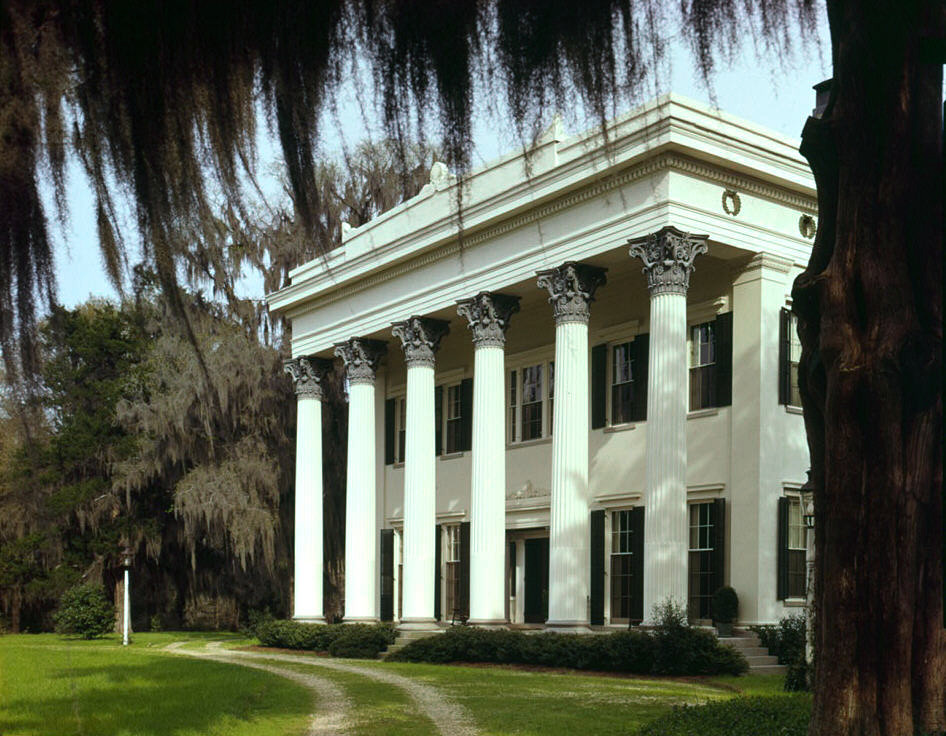
Plantación Millford (1839–41), uno de los mejores ejemplos de arquitectura neogriega en Estados Unidos.

En 1828, el gobierno de los Estados Unidos decidió implantar nuevas tarifas aduaneras, que aumentaban drásticamente las tarifas de la gran mayoría de los productos importados al país. El entonces vicepresidente de Estados Unidos, John C. Calhoun, un habitante nativo de Carolina del Sur, afirmó que ningún estado de los Estados Unidos estaba obligado a aceptar una ley adoptada por el gobierno federal, cuando el gobierno del estado lo considerara inconstitucional. Después de la adopción de un arancel aduanero más, en 1832, el estado aprobó una Ley, conocida como Orden de Anulación, donde el estado explícitamente rechazaba la ley federal. El gobierno federal amenazó con enviar tropas a Carolina del Sur, para obligar a que se cobraran los aranceles aduaneros. La cuestión llegó hasta el Congreso de los Estados Unidos, que creó un nuevo sistema de aranceles, que sustituía a las antiguas. Los nuevos, que entraron en vigor en 1833, eran sensiblemente menores que los anteriores. Por ello, Carolina del Sur anuló su Orden de Anulación aquel mismo año.
Durante la década del 1830, el movimiento a favor de la abolición del trabajo esclavo comenzó a crecer en los estados industrializados del norte de Estados Unidos, mientras que el Sur, dependiente de la industria agraria, estaba a favor del uso del trabajo esclavo. En 1850, Carolina del Sur amenazó con separarse del resto del país, a causa del debate nacional en relación con el trabajo esclavo — si este debería o no ser permitido en los nuevos territorios en el Oeste del país. Sin embargo, sin el apoyo de los restantes estados sudistas, Carolina del Sur no hizo efectiva la secesión.

### Estado confederado
En 1860, el republicano abolicionista Abraham Lincoln venció en las elecciones presidenciales de ese año. Carolina del Sur, temiendo que Lincoln prohibiera definitivamente la esclavitud en el país, decidió segegarse del resto de Estados Unidos. La separación se llevó a cabo el 20 de diciembre de ese año, fue así el primero en completarla. Posteriormente, otros diez estados también se separarían de los Estados Unidos, e inmediatamente después se unieron para formar los Estados Confederados de América.

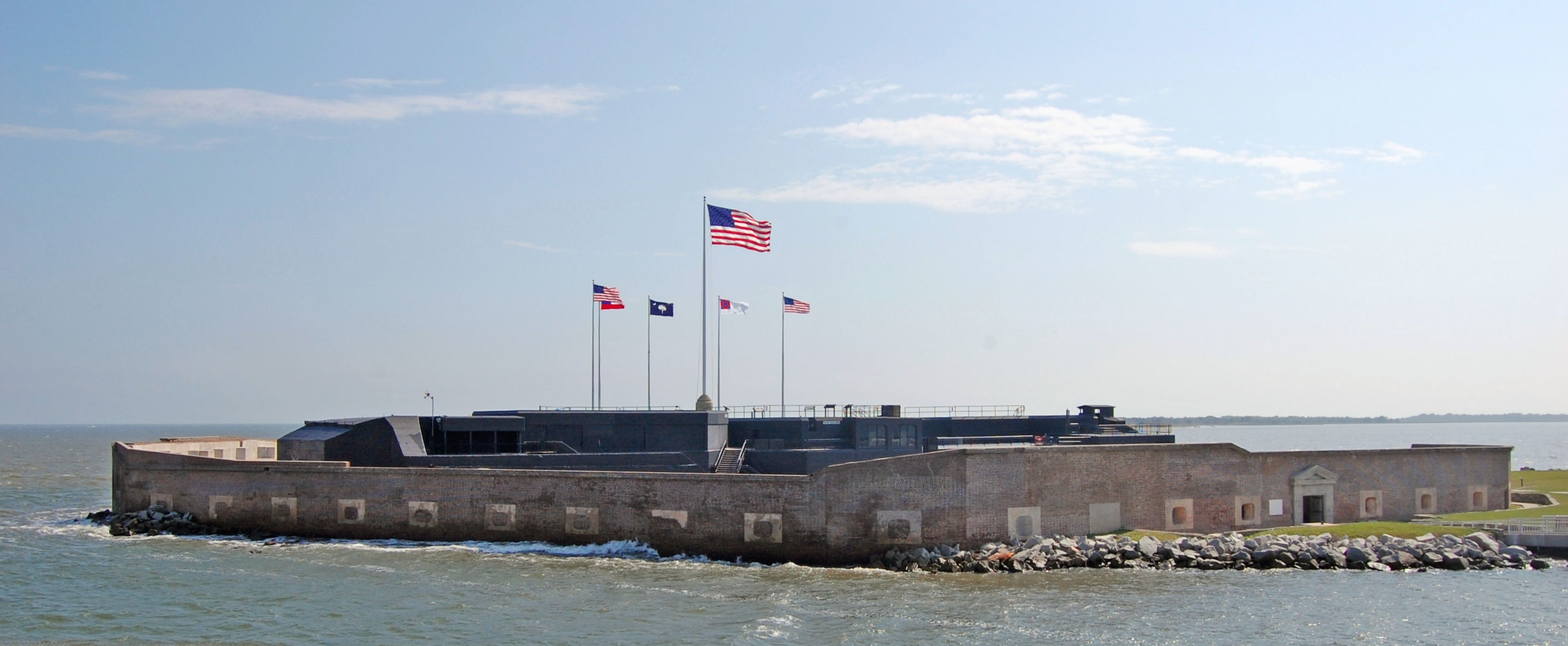
Fort Sumter, donde se libró la Batalla de Fort Sumter en abril de 1861 que dio inicio a la guerra de Secesión.

La guerra civil estadounidense se inició en Carolina del Sur, el 12 de abril de 1861, cuando tropas confederadas iniciaron el ataque sobre Fort Sumter, un fuerte de la Unión en territorio Confederado, próximo a Charleston. El día siguiente, se rindieron las tropas dentro del fuerte. Estados Unidos, tras el inicio de la guerra, cortó el acceso al mar de Carolina del Sur, a través del bloqueo naval de los principales puertos del estado. Esto arruinó la economía de Carolina del Sur. Tropas de la Unión comandadas por William T. Sherman invadieron Carolina del Sur en 1865, y quemaron un gran número de plantaciones a lo largo de todo el estado. Al final de la guerra, cerca de 65 000 hombres de Carolina del Sur habían luchado al lado de la Confederación. De estos, murieron cerca de 18 000.

### Estado de la Unión
Después de la guerra, Carolina del Sur fue ocupada por tropas estadounidenses. Los republicanos tomaron por la fuerza el control del gobierno del estado y colocaron en el poder a sudistas simpatizantes del Norte, así como diversos afroamericanos.[cita requerida] En 1868, el estado adoptó una nueva constitución y el 25 de junio del mismo año, Carolina del Sur fue nuevamente elevada a la categoría de estado de la Unión.
Tras la Guerra Civil, la situación de los negros en el estado mejoró poco a pesar de la abolición de la esclavitud. Las patrullas siguieron acosando e incluso asesinando a los negros; también se les privó de facto de sus derechos civiles, aunque teóricamente se les reconocieron, y la ley les prohibió ejercer cualquier profesión "artística, comercial o industrial", permitiéndoles únicamente ser sirvientes o peones. 
Carolina del Sur comenzó a industrializarse rápidamente a partir de la década de 1880. Diversos ricos latifundistas del estado construyeron diversas fábricas textiles en Carolina del Sur, con los ingresos del algodón producido en sus propias haciendas. Otras compañías, venidas de la región Norte de Estados Unidos, se instalaron en Carolina del Sur, aprovechándose de la abundancia de materia prima y de mano de obra barata. Diversas presas y centrales hidroeléctricas fueron construidas en el estado.

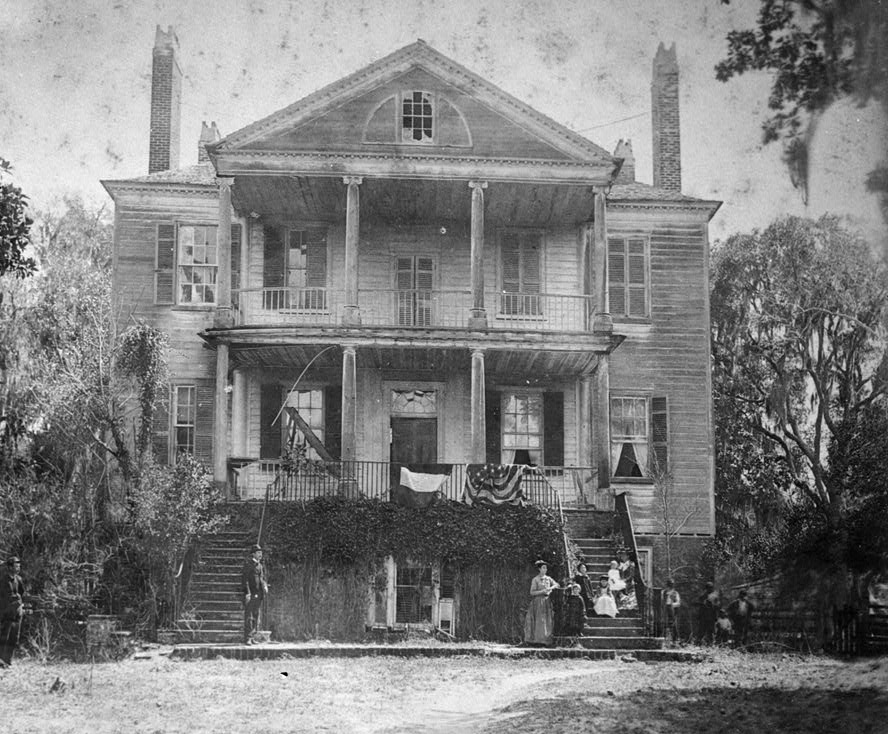
La plantación Arcadia, circa 1893, condado de Georgetown.

Hasta entonces, el gobierno del estado estaba dominado por un ala del Partido Demócrata estadounidense, llamado Bourbon. Esta ala estaba constituida por latifundistas, abogados y ricos comerciantes. Una caída de los precios de los productos agrícolas, a finales de la década de 1880, originó grandes protestas de los pequeños hacendados del estado contra los Bourbon. En las elecciones estatales de 1890, el ala Tillmanites del Partido Demócrata —liderado por Benjamin R. Tillman— obtuvo la mayoría de los puestos en el Legislativo y llevó a Tillman al cargo de gobernador. Bajo su gobierno, se aprobó una nueva constitución ese mismo año, donde eliminaban el derecho de voto de los afroamericanos.

### SigloXX
La industrialización de Carolina del Sur continuó en el transcurso de las tres primeras décadas del siglo XX. El estado se convirtió en uno de los mayores polos de la industria textil nacional. Durante la Primera Guerra Mundial, las fábricas de Carolina del Sur produjeron grandes cantidades de tejidos y ropas en general para las Fuerzas Armadas de los Estados Unidos. Al final de la guerra, en 1918, cerca de 55 mil personas trabajaban en la industria textil en el estado. Esta industria continuó su expansión durante la década de 1920. En esta década, diversas plagas destruyeron muchas de las plantaciones de algodón — hasta entonces el producto más cultivado en todo el estado. Diversos hacendados comenzaron entonces a cultivar otros productos, como tabaco y trigo.
Carolina del Sur fue duramente afectada por la Gran Depresión de la década de 1930. Programas de asistencia socioeconómica y de construcciones públicas de los gobiernos estatales y federales ayudaron a minimizar los efectos de la recesión económica alrededor de 1937. La economía se recuperó en gran medida alrededor de 1940. Un año después, en 1941, Estados Unidos entró en la Segunda Guerra Mundial. La economía de Carolina del Sur, hasta entonces con la agricultura como principal fuente de ingresos, pasó a tener a la industria como la primera fuente de renta, lo que aceleró el proceso de urbanización del estado. Al final de la década de 1940, vivían en ciudades más personas que en áreas rurales.
Los afroamericanos de Carolina del Sur comenzaron a luchar por sus derechos civiles a partir de la década de 1940. A finales de la Segunda Guerra Mundial, los afroamericanos obtuvieron nuevamente el derecho a voto en elecciones estatales y federales realizadas en el estado. A partir de entonces, el número de afroamericanos que votaban en las elecciones aumentó gradualmente, a pesar de la existencia de grupos racistas que trataban de intimidarlos para que no lo hicieran. La segregación racial entre blancos y afroamericanos en lugares públicos se extinguió gradualmente durante las décadas de 1950 y 1960. En 1954, Carolina del Sur inició el proceso de «de-segregación» de su sistema de educación pública — tras una orden de la Corte Suprema de los Estados Unidos, dirigida a todos los estados con instituciones educativas segregadas. Esta de-segregación fue lenta y gradual, completándose al inicio de la década de 1970.
A partir de entonces, diversos afroamericanos obtuvieron posiciones importantes en puestos de gobierno municipales y estatales. En 1970, tres afroamericanos de Carolina del Sur fueron elegidos representantes del estado en la Cámara de Representantes de los Estados Unidos. Estos tres representantes fueron los primeros afroamericanos electos a la Cámara de los Representantes desde 1902 en cualquier estado estadounidense.
Carolina del Sur continuó su industrialización durante las décadas que siguieron a la Segunda Guerra Mundial. Actualmente, pocos estados estadounidenses dependen tanto de la industria como Carolina del Sur. Este crecimiento ha continuado desde la década de 1980, principalmente a causa de incentivos fiscales a las empresas, así como la mayor atención dada por el estado a la educación.

## Geografía física

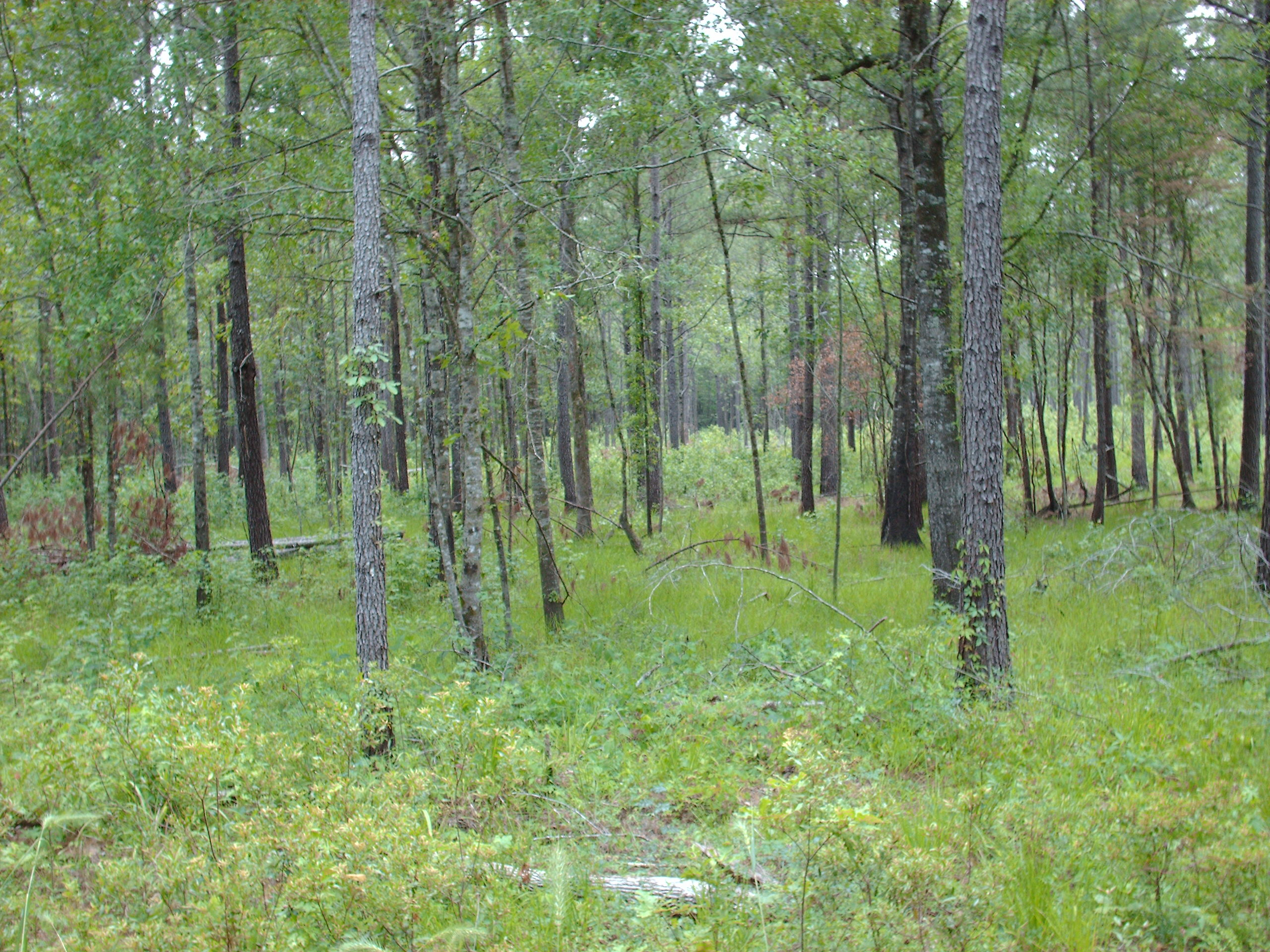
El Bosque nacional Francis Marion en el condado de Berkeley

Carolina del Sur limita al norte con Carolina del Norte, al este con el océano Atlántico y al suroeste con Georgia. El litoral de Carolina del Sur tiene una extensión de cerca de 301 kilómetros. Contándose todas las regiones bañadas por el mar — bahías, estuarios e islas oceánicas, este número se incrementa hasta 4628 kilómetros. El principal río de Carolina del Sur es el río Santee, cuya cuenca hidrográfica cubre cerca de 40% del estado. Es también el río más largo del estado. Otros ríos importantes de Carolina del Sur son el Pee Dee y el Savannah, respectivamente el segundo y el tercer río más largos de Carolina del Sur. El estado no posee ningún gran lago natural. Los mayores lagos del estado fueron creados a través de presas. El mayor lago de Carolina del Sur es el lago Marion, creado por una presa inaugurada en 1942. Los bosques cubren cerca de 65% del estado.
Carolina del Sur se puede considerar dividida en tres regiones geográficas distintas:
- La Cordillera Blue forma una estrecha franja de tierra que cubre el extremo noroeste de Carolina del Sur. Posee los terrenos más accidentados y de mayor altitud del estado — aunque no tanto como en la región del Blue Ridge en Carolina del Norte. Esta región posee diversos picos con más de 800 metros de altitud, pero raramente superan los mil metros de altitud. El punto más alto del estado, el Sassafras Peak, alcanza los 1083 metros de altitud.
- El Piedmont cubre la mayor parte de la región noroeste de Carolina del Sur. Se caracteriza por ser las raíces de una antigua cadena erosionada de montañas. En Carolina del Sur, el Piedmont tiende a estar cubierto de montes con suelos finos, poco fértiles y muy rocosos, con pocas regiones propicias a la práctica de la agricultura. La altitud del Piedmont gradualmente disminuye a medida en que se viaja de la Cordillera Blue en dirección al litoral, desde los 600 metros en la proximidad de Blue Ridge, hasta cerca de 150 metros a lo largo de las Llanuras Litorales. Buena parte del Piedmont ya fue cultivado anteriormente, aunque sin mucho éxito. Actualmente, la mayor parte de las áreas del Piedmont anteriormente cultivadas están siendo reforestadas.
- Las Llanuras Litorales del Atlántico cubren el resto de Carolina del Sur. La frontera entre las Llanuras Litorales y el Piedmont es llamada fall line, donde la altitud entre la región del Piedmont y las Llanuras cae drásticamente, propiciando la formación de diversas cataratas y caídas de agua. Las Llanuras Litorales son planas y poseen pocos accidentes geográficos, y están compuestas de sedimentos recientes (principalmente arena). Diversos pantanos se localizan en estas llanuras. El suelo de la región es muy fértil.

### Mapas

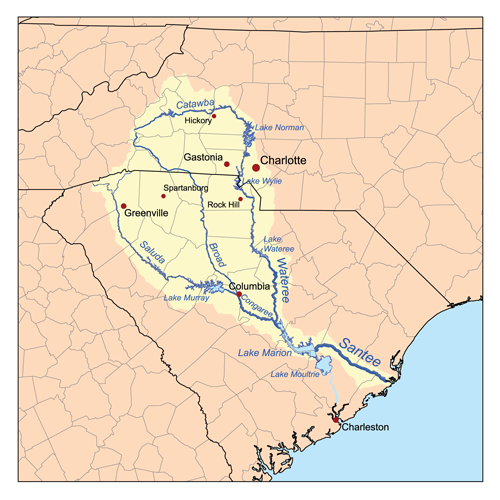
Mapa del río Santee, principal río del estado
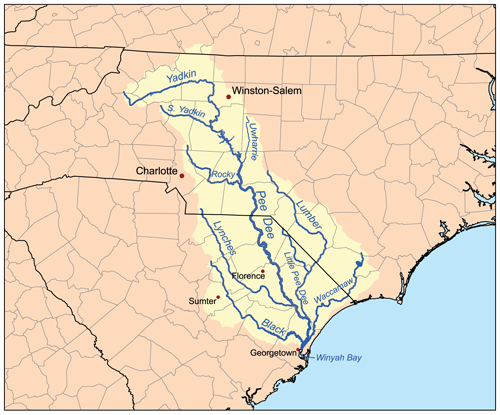
Mapa del río Pee Dee que atraviesa el noreste del estado
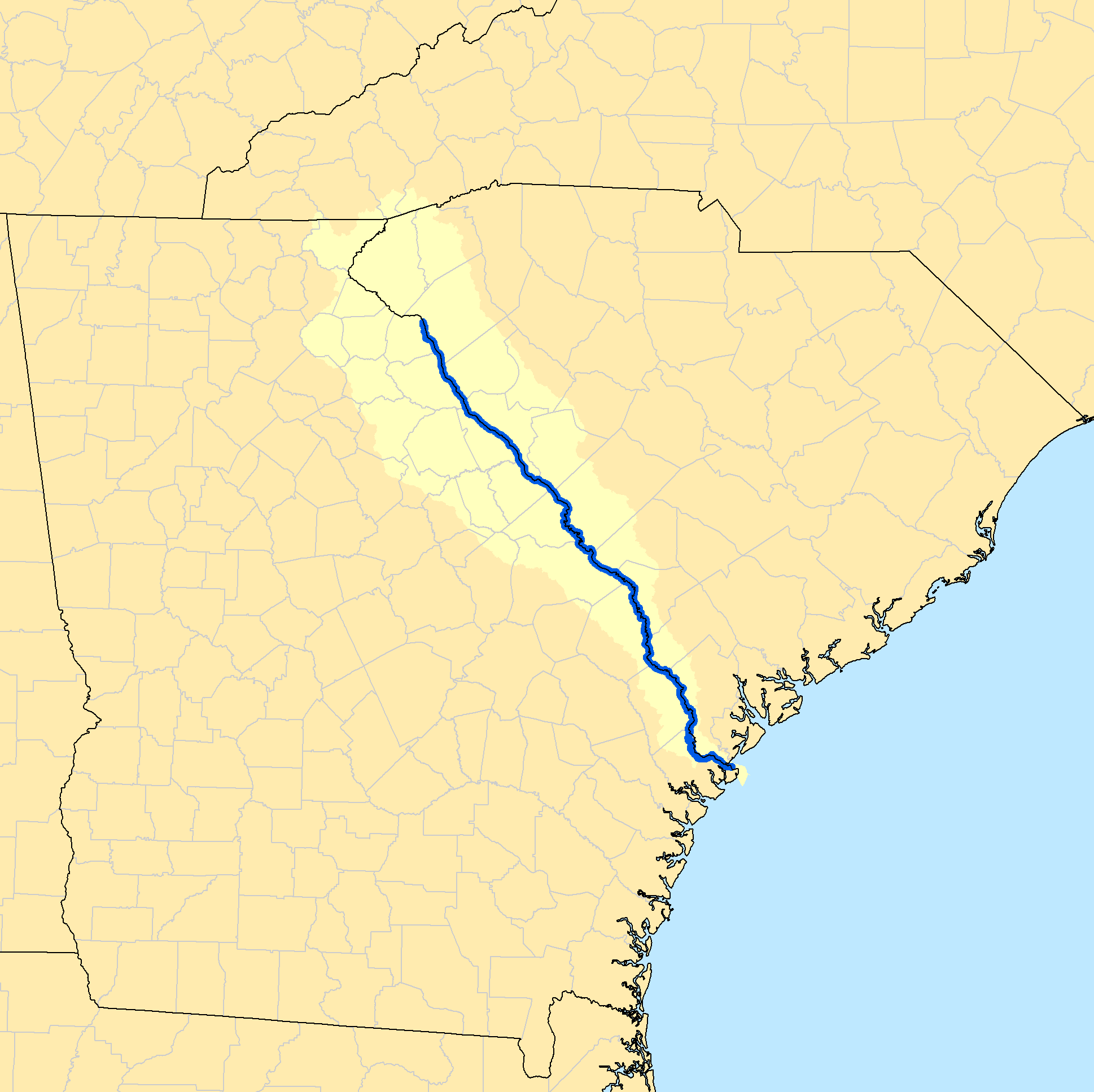
Mapa del río Savannah, que forma la frontera sur con Georgia
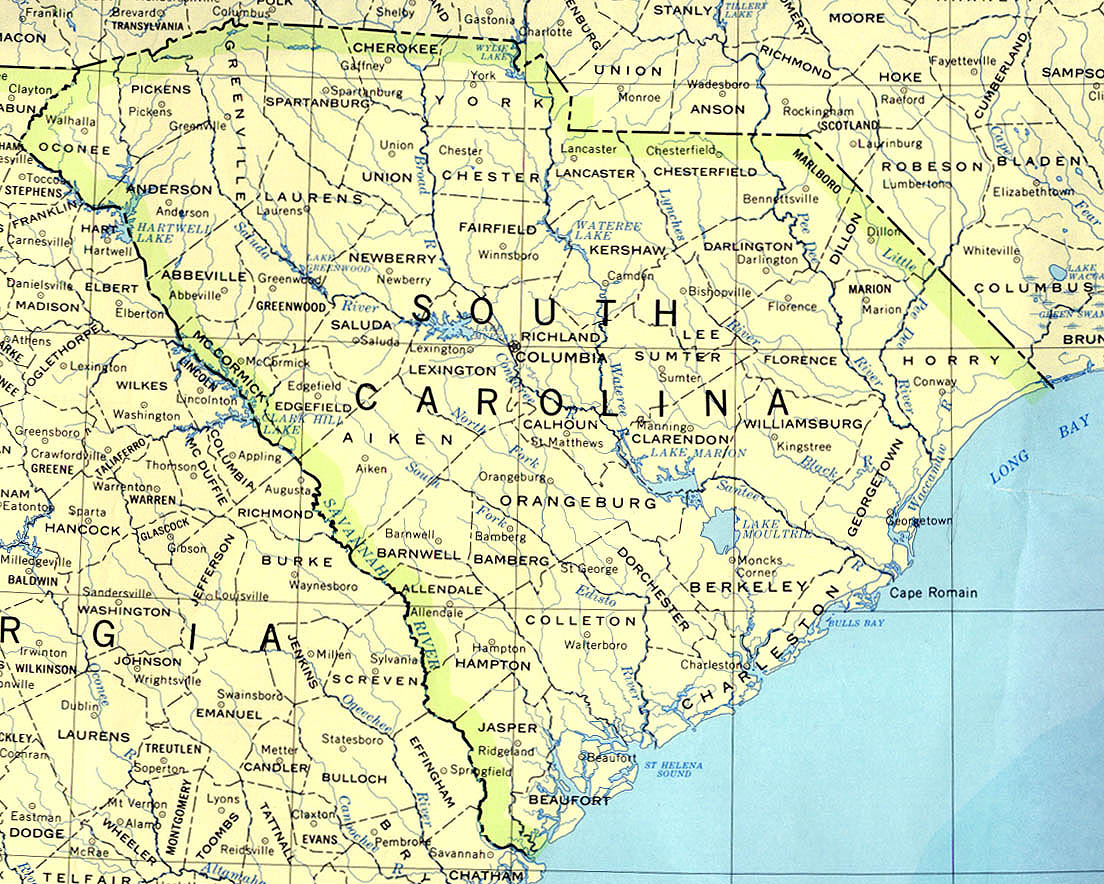
Mapa de Carolina del Sur

### Clima

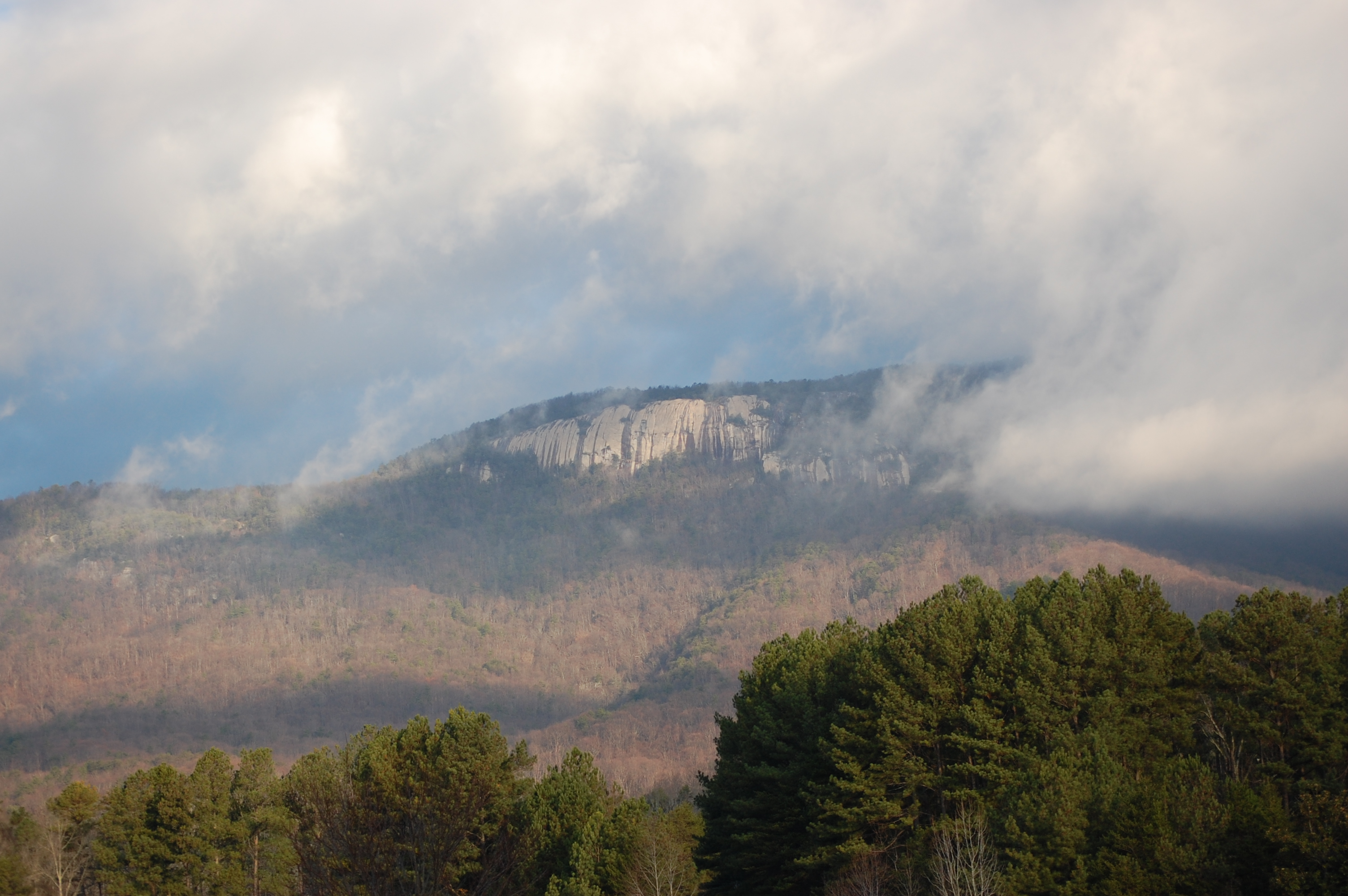
Parque estatal Table Rock, al norte del estado

Carolina del Sur posee un clima subtropical, con inviernos suaves y veranos muy calientes. La temperatura media del estado, durante todo el año, baja a medida que se viaja hacia el norte, y del litoral hacia el interior. Las temperaturas más altas se registran en el extremo sur, y las temperaturas más bajas, en el extremo noroeste.
En el invierno, las temperaturas medias varían entre 11 °C en el sur y 5 °C en el noroeste. La media de las mínimas es de 8 °C en el sur y de 2 °C en el noroeste, y la media de las máximas es de 16 °C en el sur y 12 °C en el noroeste. Las extremas varían entre -20 °C y 26 °C. La temperatura más baja registrada en el estado fue de -28 °C, en Caesars Head, el 21 de enero de 1985.
Durante el verano, las temperaturas medias varían entre 27 °C en el sur y 22 °C en el noroeste. La media de las mínimas es de 24 °C en el sur y de 19 °C en el noroeste, y la media de las máximas es de 32 °C en el sur y de 31 °C en el noroeste. Las extremas varían entre 10 °C y 40 °C. La temperatura más alta registrada en el estado fue de 44 °C, registrada tres veces en la historia de Carolina del Sur: el 4 de septiembre de 1925, en Blacksville, el 8 de septiembre del mismo año, en Calhoun Falls y en Camden, el 28 de junio de 1954.
Las tasas de precipitación media anual de lluvia son de 114 centímetros en todo el estado. Estas tasas llegan a 180 centímetros en la región de la Cordillera Blue. Las tasas de precipitación media anual de nieve en el estado son de 18 centímetros, también en las Cordillera Blue, y menos de dos centímetros anuales en el resto del estado.

## Administración y política
La actual Constitución de Carolina del Sur fue adoptada en 1895. Otras Constituciones anteriores fueron aprobadas en 1776, 1778, 1790, 1861, 1865 y 1868. Las enmiendas a la Constitución son propuestas por el poder legislativo, y para su validez, necesitan ser aprobada por al menos el 67 % del Senado y de la Cámara de los Representantes del Estado, en dos votaciones sucesivas, y posteriormente por el 51 % o más de la población electoral de Carolina del Sur, en un referéndum. También pueden ser propuestas e introducidas Enmiendas por una convención constitucional, que necesitan recibir al menos la aprobación del 67 % de los miembros de ambas cámaras del Poder Legislativo y el 51 % de los electores del estado en un referéndum.
El principal oficial del poder ejecutivo de Carolina del Sur es el gobernador. Es elegido por los electores del estado para mandatos de hasta cuatro años de duración. Una misma persona puede ejercer el cargo de gobernador cuantas veces pueda, pero no dos veces consecutivas. Otros ocho oficiales del Ejecutivo son también elegidos por el electorado del estado para mandatos de cuatro años de duración.

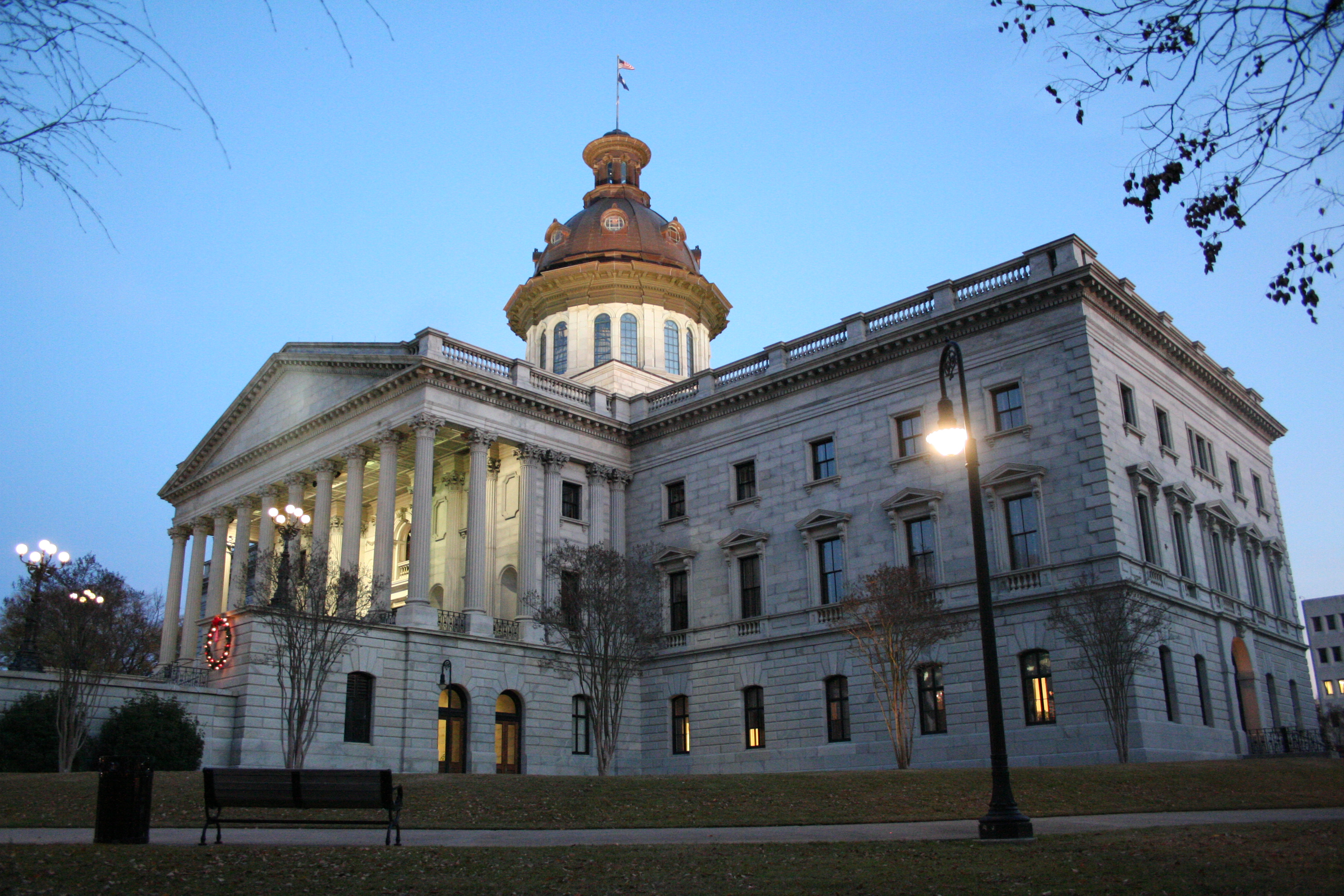
El edificio de gobierno de Carolina del Sur, ubicado en Columbia, la capital del estado.

El poder legislativo de Carolina del Sur —oficialmente llamado Asamblea General— está constituido por el Senado y por la Cámara de los Representantes. El Senado posee un total de 46 miembros, mientras que la Cámara de los Representantes posee un total de 124 miembros. Carolina del Sur está dividido en 45 distritos senatoriales y 124 distritos representativos diferentes. El electorado de estos distritos eligen un senador/representante —que actuará como representante de sus respectivos distritos en el Senado/Cámara de Representantes— para mandatos de hasta cuatro años de duración, en el caso de los senadores, y de dos años, en el caso de los representantes.
La corte más alta del poder judicial de Carolina del Sur es la Corte Suprema de Carolina del Sur, compuesta por cinco jueces, elegidos por el Legislativo para mandatos de hasta diez años de duración. La segunda corte más alta del estado es la Court of Appeals, compuesta por seis jueces electos por el Legislativo para mandatos de hasta seis años de duración. El estado está dividido en 16 distritos judiciales, que emplean un total de 40 jueces electos por el Legislativo para mandatos de hasta seis años de duración.
Carolina del Sur está dividida en 46 condados. Estos condados son gobernados por consejos de comisionados, cuyo número de miembros varía bastante de un condado a otro. Todos los comisionados son escogidos por la población de los respectivos condados, para mandatos de dos o cuatro años de duración. Estos comisionados poseen autoridad legislativa y ejecutiva sobre el condado.
Cerca de mitad del presupuesto de Carolina del Sur es generado por impuestos estatales, y el resto proviene de presupuestos recibidos del gobierno federal. En 2002, el gobierno del estado gastó 20 000 millones de dólares, habiendo generado 17 000 millones. La Deuda Pública de Carolina del Sur es de 10 100 millones de dólares. La deuda per cápita es de 2465 dólares, el valor de los impuestos estatales per cápita es de 1483 dólares, y el valor de los gastos gubernamentales per cápita es de 4878 dólares.

## Demografía
De acuerdo con el censo nacional del 2000 de la Oficina del Censo de los Estados Unidos, la población de la Carolina del Sur en 2000 era de 4.012.012 habitantes, un crecimiento del 15,7% en relación con la población del estado en 1990, de 3.486.703 habitantes. Una estimación realizada en 2005 calcula la población del estado en ese año en 4.255.083 habitantes, un crecimiento del 22% en relación con la población del estado en 1990, del 6,1%, en relación con la población del estado en 2000, y del 1,4% en relación con la población estimada en 2004.
El crecimiento natural de la población natural entre 2000 y 2005 fue de 97.715 habitantes —295.425 nacimientos y 197.710 fallecimientos— el crecimiento poblacional causado por la inmigración fue de 36.401 habitantes, mientras que la migración interestatal se incrementó en 115.084 habitantes. Entre 2000 y 2005, la población de Carolina del Norte creció en 243.267 habitantes, y entre 2004 y 2005, en 57.191.
El 6,6% de la población de Carolina del Sur posee menos de 5 años de edad, el 25,2% menos de 18 años de edad, y el 12,1% poseen 65 años de edad o más. Las personas del sexo masculino suponen el 48,6% de la población del estado, y del sexo femenino el 51,4%.

### Razas y etnias
| Raza y etnia                              | Alone | Alone | Total | Total |
| ----------------------------------------- | ----- | ----- | ----- | ----- |
| Blancos no hispanos o latinos             | 62.1% | 62.1  | 65.5% | 65.5  |
| Negros                                    | 24.8% | 24.8  | 26.3% | 26.3  |
| Hispano o Latino                          | —     |       | 6.9%  | 6.9   |
| Asiáticos                                 | 1.7%  | 1.7   | 2.3%  | 2.3   |
| Nativos                                   | 0.3%  | 0.3   | 1.8%  | 1.8   |
| Estadounidenses de las islas del Pacífico | 0.1%  | 0.1   | 0.1%  | 0.1   |
| Otro                                      | 0.4%  | 0.4   | 1.0%  | 1     |

Actualmente el estado de Carolina del Sur cuenta con una población de 4.321.249 personas, de los cuales:
- El 65,5% son blancos (europeos o descendientes de europeos).
- El 28,4% son afroamericanos.
- El 3,4% son latinos o hispanos.
- El 1,1% son asiáticos.
- El 1,3% son de otras razas.
- El 1,3% son de dos o más razas.

Los cinco mayores grupos de Carolina del Sur por su ascendencia son: afroamericanos (que componen el 28,4% de la población del estado), estadounidenses (13,9%), alemanes (8,4%), ingleses (8,4%) e irlandeses (7,9%). Es probable que la mayoría de los habitantes que reivindican su ascendencia "estadounidense" sean descendientes de los primeros colonos escoceses e irlandeses de Carolina del Sur, que se instalaron en la región norte del actual estado.
Durante la mayor parte de la historia de Carolina del Sur, los afroamericanos han sido la mayoría de la población del estado — llegando a componer el 75% de la población. El porcentaje cayó gradualmente a partir de la década de 1890, hasta los años 60, cuando gran número de afroamericanos abandonaron el estado y migraron en dirección al norte. Los afroamericanos todavía predominan en la región del Piedmont y en la parte sur, regiones donde anteriormente se cultivaban grandes plantaciones de trigo y arroz. Los blancos, principalmente de ascendencia estadounidense y británica, predominan en el norte y la mayoría de las regiones urbanas del estado.

### Educación
Las primeras escuelas de Carolina del Sur eran privadas, donde solamente estudiaban los hijos de familias que poseían las condiciones financieras para pagar por los servicios suministrados por tales escuelas. Carolina del Sur —entonces el Condado de Craven de la provincia colonial británica de Carolina— estableció en 1710 un sistema de educación semi-pública, que tenía como objetivo suministrar servicios educacionales sin coste para niños de familias pobres, mientras que cobrarían por tales servicios a los niños de familias que tenían posibilidades financieras de pagar por tal servicio. Estas escuelas fueron llamadas free schools. El Condado de Craven aprobó la construcción de estas escuelas en toda la región en 1711. Sin embargo, a causa de los escasos medios presupuestarios puestos por el gobierno del condado, pocas de estas escuelas fueron construidas, especialmente en las principales ciudades del Condado de Craven. Fue solamente en 1868 cuando el estado de Carolina del Sur instituyó un sistema de educación pública, sostenida a través de impuestos y de aportaciones presupuestarias del gobierno del estado.

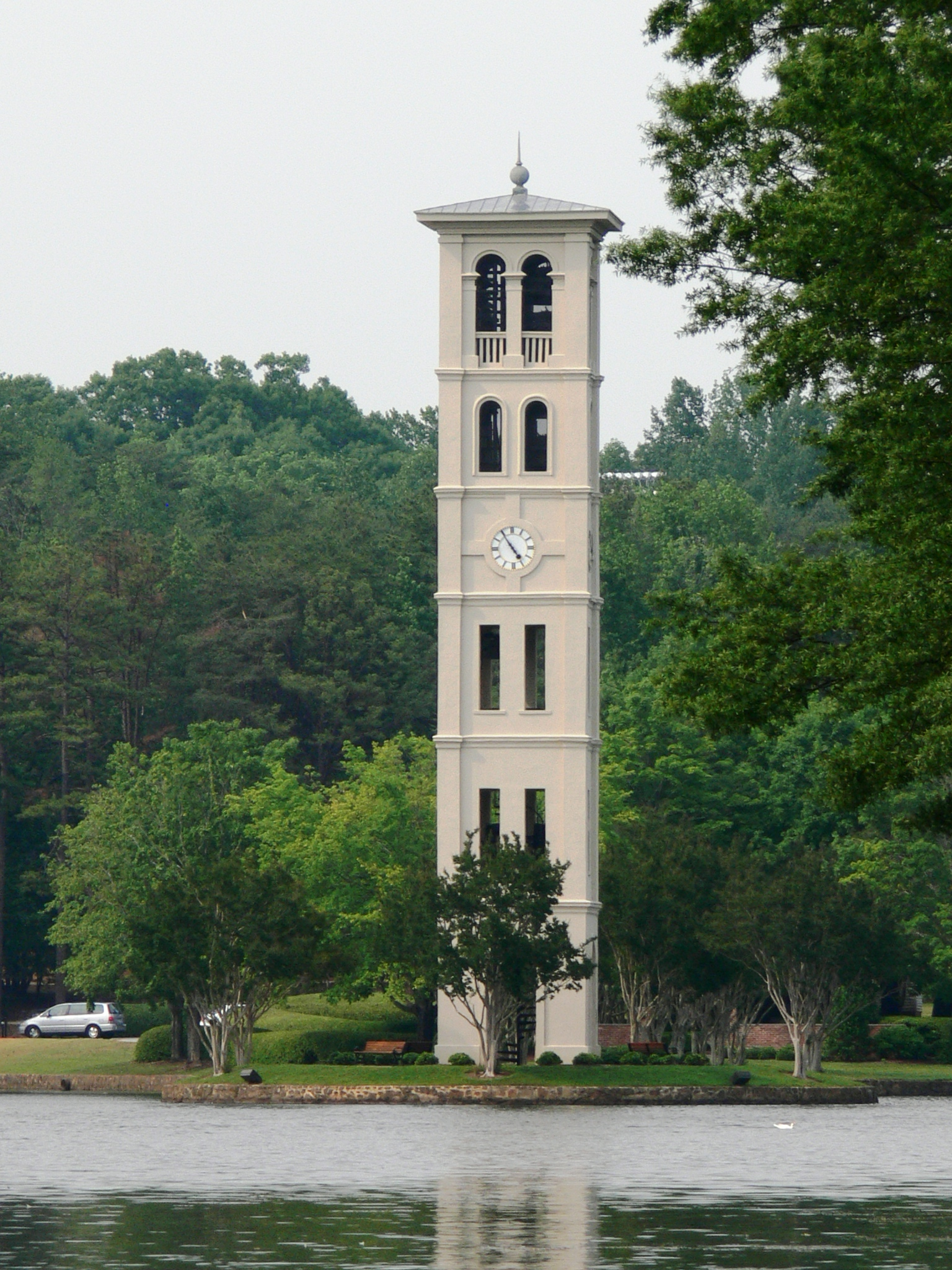
Torre del reloj de la Universidad Furman, cerca de Greenville.

Actualmente, todas las instituciones educacionales en Carolina del Sur necesitan seguir las reglas y disposiciones dictadas por el Consejo Estatal de Educación. El consejo controla directamente el sistema de escuelas públicas del estado, que está dividido en diferentes distritos escolares. El consejo está compuesto por un miembro escogido por el gobernador y otros 16 por cada uno de los 16 distritos judiciales del estado, para mandatos de hasta cuatro años de duración.
La población de Carolina del Sur elige un superintendente de educación pública, para mandatos de hasta cuatro años de duración, cuyo objetivo es presidir el Consejo de Educación. Cada ciudad primaria (city), diversas ciudades secundarias (towns) y cada condado, están supervisados por un distrito escolar. En las ciudades, la responsabilidad de administrar las escuelas es del distrito escolar municipal, mientras que en regiones menos densamente pobladas, esta responsabilidad es de los distritos escolares del condado. Carolina del Sur permite el funcionamiento de escuelas chárter — escuelas públicas independientes, que no son administradas por distritos escolares, pero que dependen de presupuestos públicos para su funcionamiento. La escolarización es obligatoria para todos los niños y adolescentes con más de cinco años de edad, hasta la conclusión de la enseñanza secundaria o hasta los dieciséis años de edad.
En 1999, las escuelas públicas del estado atendieron cerca de 666,8 mil estudiantes, empleando aproximadamente a 45,5 mil profesor*es. Las escuelas privadas atendieron cerca de 55,6 mil estudiantes, empleando aproximadamente a 4,9 mil profesores. El sistema de escuelas públicas del estado consumió cerca de 3.759 millones de dólares, y el gasto de las escuelas públicas fue de aproximadamente seis mil dólares por estudiante. Cerca de 80,8% de los habitantes del estado con más de 25 años de edad poseen un diploma de estudios secundarios.
La primera biblioteca de las Trece Colonias británicas fue fundada en Carolina del Sur, en la actual Charleston, en 1698, aunque se cerró sólo cuatro años después. La primera biblioteca universitaria construida con una estructura aparte del resto del sistema educativo del país fue fundada por la Universidad de Carolina del Sur, en 1840. Actualmente, Carolina del Sur posee 41 sistemas de bibliotecas públicas, que mueven anualmente una media de 4,5 libros por habitante.
La primera institución de educación superior es la Universidad de Carolina del Sur —antes llamada South Carolina College— que fue fundada en 1805, por el gobierno del estado. Actualmente, la Carolina del Sur posee 66 instituciones de educación superior, de las cuales 36 son públicas como el College de Charleston, Universidad Clemson, Universidad de Carolina Costera , Universidad Francisco Marion entre otras; y 30 son privadas. De estas instituciones, 15 son universidades, y el resto facultades. La mayor institución de educación superior del estado es la Universidad de Carolina del Sur, que posee diversos campus en varias ciudades del estado.

### Salud
El aborto en el estado de Carolina del Sur está disponible hasta la sexta semana de embarazo. Sin embargo, después de que el Tribunal Supremo anulara en 2022 el caso Roe contra Wade, que garantizaba el derecho al aborto, los legisladores republicanos decidieron prohibir por completo el aborto en el estado, excepto en los casos en que la vida de la madre estuviera en peligro. Los senadores también presentaron un proyecto de ley que haría ilegal proporcionar "información [sobre cómo obtener un aborto] a una mujer embarazada o a una persona que busque información en nombre de una mujer embarazada, por teléfono, Internet o cualquier otro medio de comunicación". La legislación haría ilegal el simple hecho de remitir a una mujer a un proveedor de abortos.

### Religión
| Religión en Carolina del Sur (2019)    | Religión en Carolina del Sur (2019)    | Religión en Carolina del Sur (2019) | Religión en Carolina del Sur (2019) | Religión en Carolina del Sur (2019) |
| -------------------------------------- | -------------------------------------- | ----------------------------------- | ----------------------------------- | ----------------------------------- |
| Religión                               | Religión                               |                                     | Porcentaje                          | Porcentaje                          |
| Protestante                            | Protestante                            |                                     | 67 %                                | 67 %                                |
| Sin religión                           | Sin religión                           |                                     | 19 %                                | 19 %                                |
| Catolicismo                            | Catolicismo                            |                                     | 10 %                                | 10 %                                |
| Cristianos ortodoxos                   | Cristianos ortodoxos                   |                                     | 1 %                                 | 1 %                                 |
| Creyentes sectarios u otras religiones | Creyentes sectarios u otras religiones |                                     | 3 %                                 | 3 %                                 |

Porcentaje de la población por afiliación religiosa:
- Las afiliaciones religiosas se muestran aquí:

| Religión             | Total de población 2019 |
| -------------------- | ----------------------- |
| Protestantes         | 3,419,994               |
| Católicos            | 510,447                 |
| Cristianos ortodoxos | 51,044                  |
| Otras religiones     | 153,134                 |
| Sin religión         | 969,849                 |

### Principales ciudades
| - Aiken - Anderson - Beaufort - Cayce - Charleston - Clemson - Columbia - Conway - Easley - Florence | - Forest Acres - Gaffney - Goose Creek - Greenville - Greenwood - Greer - Hanahan - Hartsville - Laurens - Mauldin | - Myrtle Beach - North Augusta - North Charleston - North Myrtle Beach - Orangeburg - Rock Hill - Simsonville - Spartanburg - Sumter - West Columbia - Westminster |

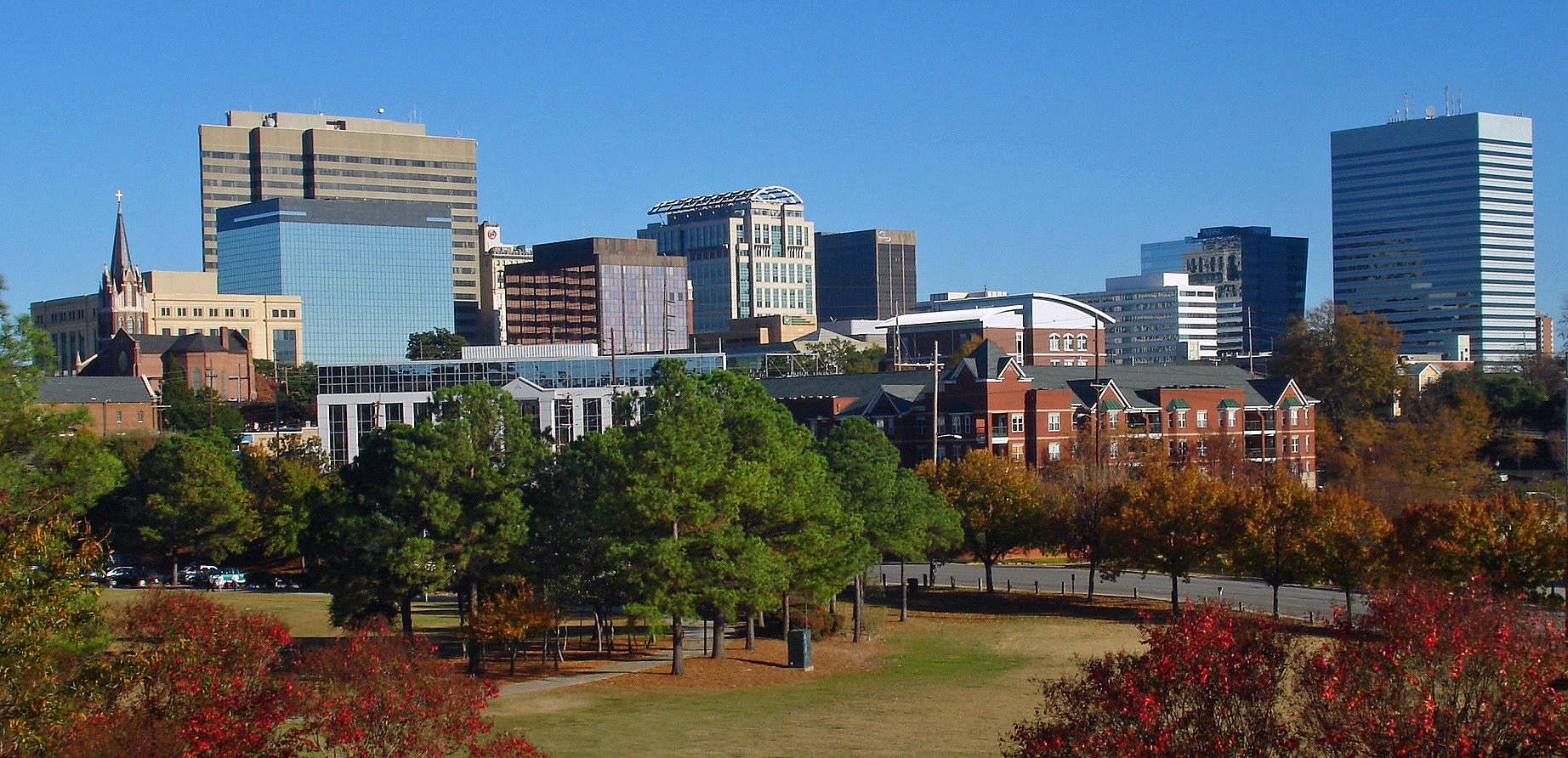
Columbia
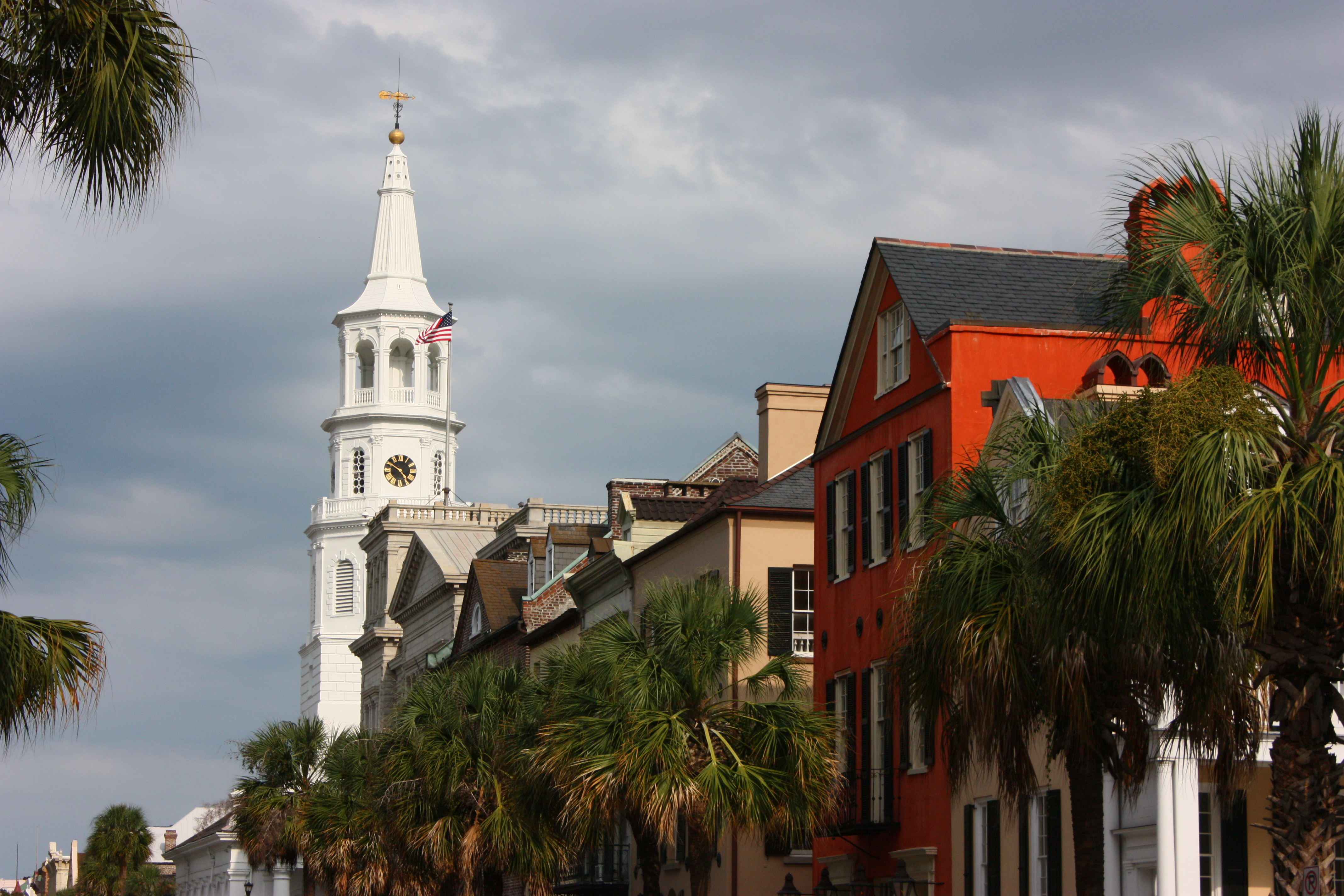
Charleston
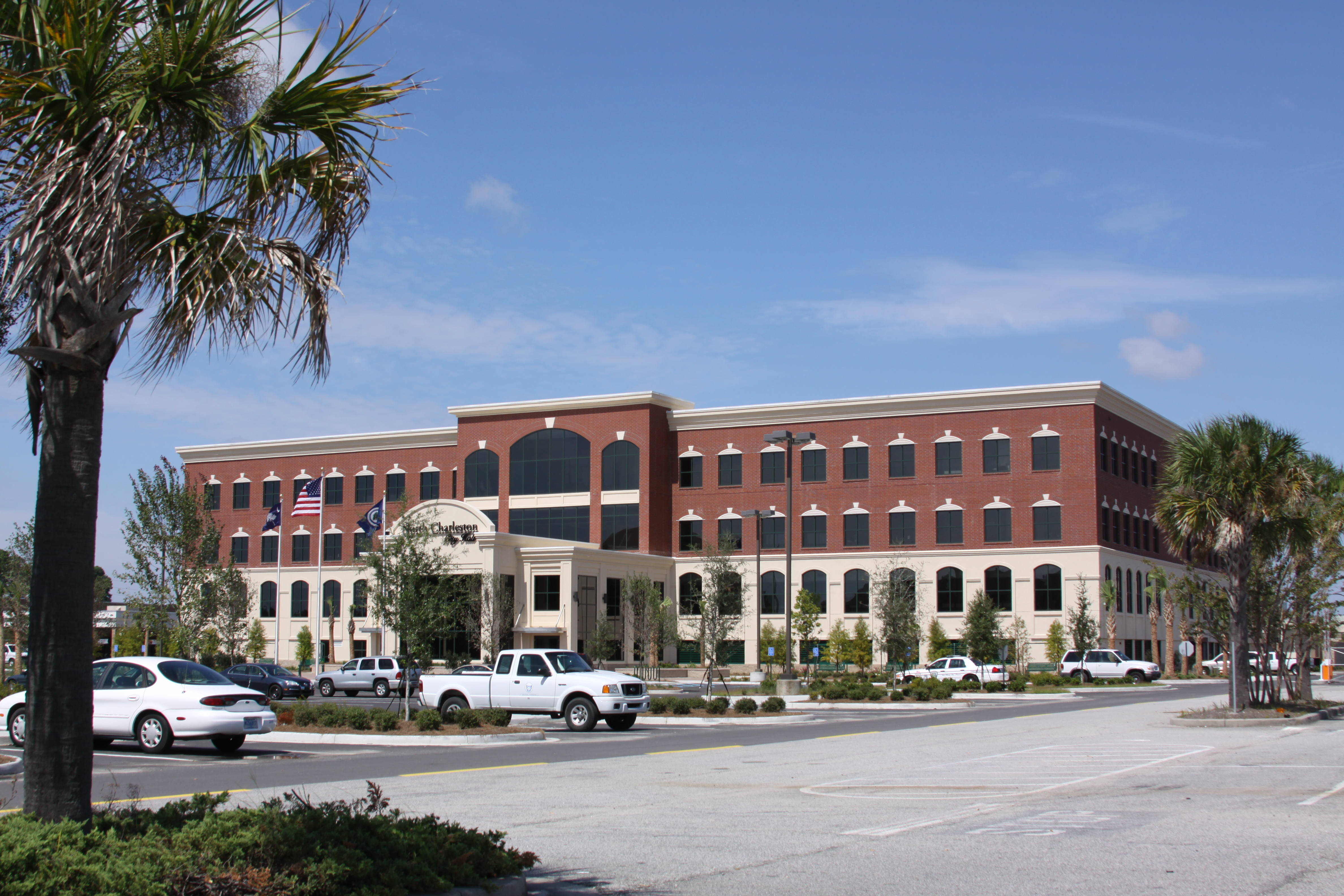
North Charleston
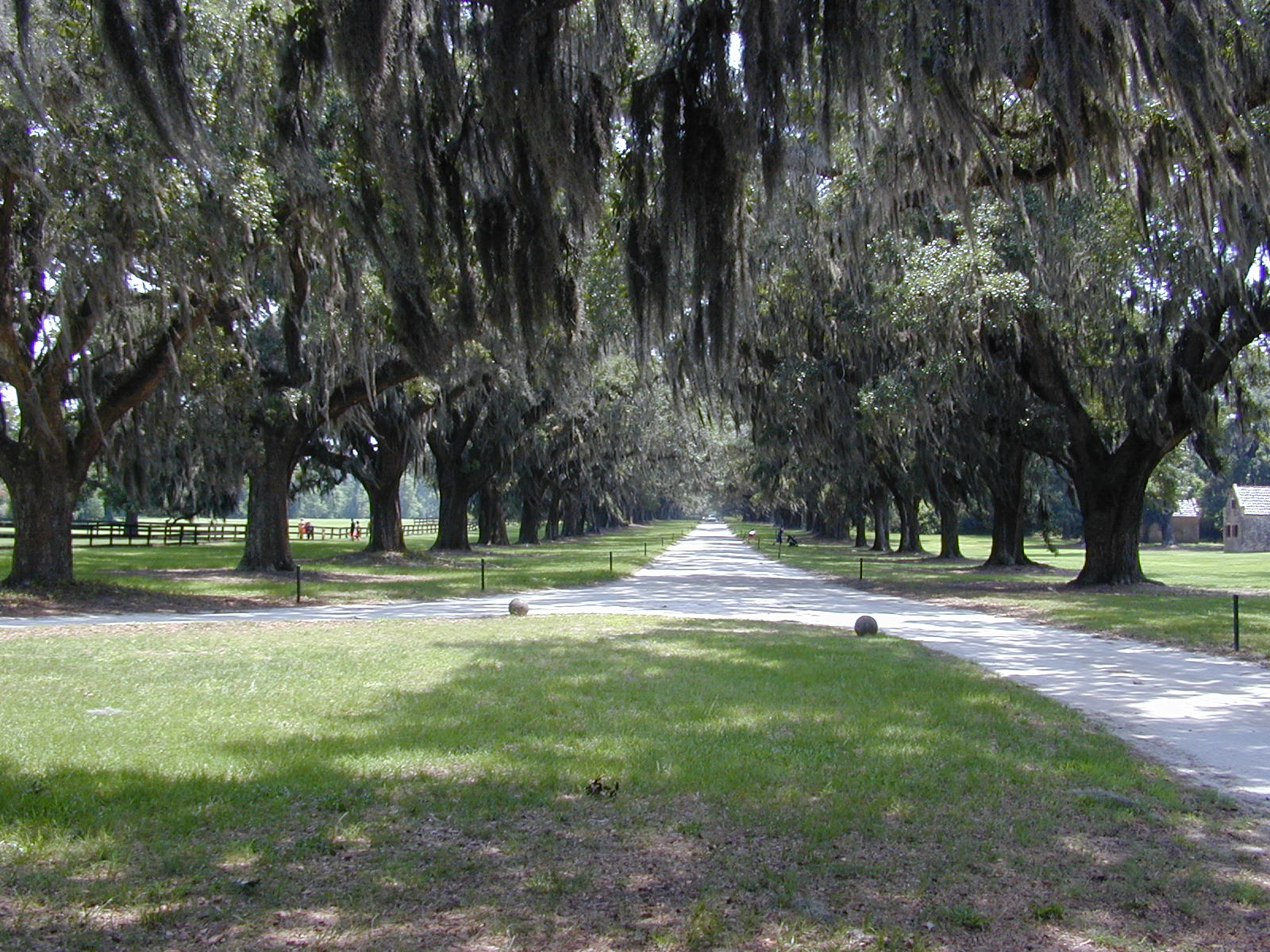
Mount Pleasant
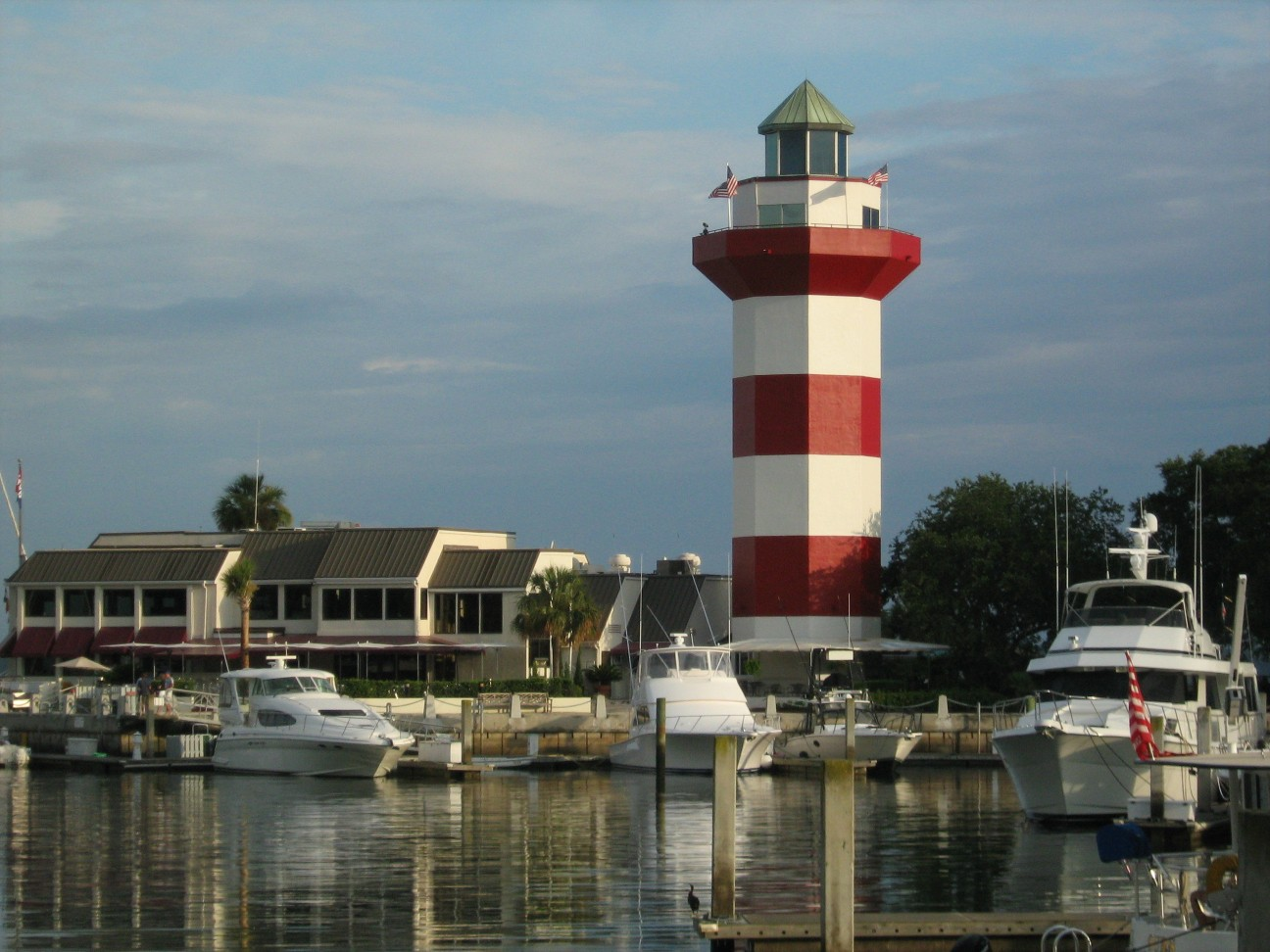
Hilton Head Island
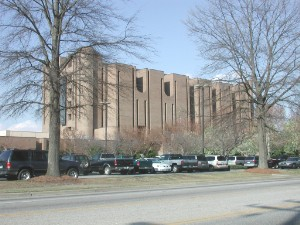
Florence

### Condados
| Condado                 | Código FIPS | Sede          | Creado | Origen                                       | Etimología                                      | Población | Superficie          | Mapa                                                                  |
| Condado de Abbeville    | 001         | Abbeville     | 1785   | Distrito de Ninety-Six                       | Abbeville, Francia                              | 26 167    | 1323 km² (511 mi²)  | Mapa de Carolina del Sur con la ubicación del condado de Abbeville    |
| Condado de Aiken        | 003         | Aiken         | 1871   | Barnwell, Edgefield, Lexington y Orangeburg  | William Aiken                                   | 142 552   | 2797 km² (1080 mi²) | Mapa de Carolina del Sur con la ubicación del condado de Aiken        |
| Condado de Allendale    | 005         | Allendale     | 1919   | Barnwell y Hampton                           | Familia Allendale                               | 11 211    | 1070 km² (413 mi²)  | Mapa de Carolina del Sur con la ubicación del condado de Allendale    |
| Condado de Anderson     | 007         | Anderson      | 1826   | Distrito de Pendleton                        | Robert Anderson                                 | 165 740   | 1961 km² (757 mi²)  | Mapa de Carolina del Sur con la ubicación del condado de Anderson     |
| Condado de Bamberg      | 009         | Bamberg       | 1897   | Barnwell                                     | Francis Marion Bamberg                          | 16 658    | 1023 km² (395 mi²)  | Mapa de Carolina del Sur con la ubicación del condado de Bamberg      |
| Condado de Barnwell     | 011         | Barnwell      | 1798   | Orangeburg                                   | Familia Barnwell                                | 23 478    | 1443 km² (557 mi²)  | Mapa de Carolina del Sur con la ubicación del condado de Barnwell     |
| Condado de Beaufort     | 013         | Beaufort      | 1764   | Distrito judicial en 1769                    | Duque de Beaufort                               | 120 937   | 2391 km² (923 mi²)  | Mapa de Carolina del Sur con la ubicación del condado de Beaufort     |
| Condado de Berkeley     | 015         | Moncks Corner | 1882   | Charleston                                   | William Berkeley                                | 142 651   | 3181 km² (1228 mi²) | Mapa de Carolina del Sur con la ubicación del condado de Berkeley     |
| Condado de Calhoun      | 017         | St. Matthews  | 1908   | Lexington y Orangeburg                       | John C. Calhoun                                 | 15 185    | 1015 km² (392 mi²)  | Mapa de Carolina del Sur con la ubicación del condado de Calhoun      |
| Condado de Charleston   | 019         | Charleston    | 1769   | Distrito judicial en 1769                    | Carlos II de Inglaterra                         | 309 969   | 3517 km² (1358 mi²) | Mapa de Carolina del Sur con la ubicación del condado de Charleston   |
| Condado de Cherokee     | 021         | Gaffney       | 1897   | Spartanburg, Union y York                    | Indios cheroqui                                 | 52 327    | 1028 km² (397 mi²)  | Mapa de Carolina del Sur con la ubicación del condado de Cherokee     |
| Condado de Chester      | 023         | Chester       | 1785   | Distrito de Camden                           | Chester (Pensilvania)                           | 34 068    | 1518 km² (586 mi²)  | Mapa de Carolina del Sur con la ubicación del condado de Chester      |
| Condado de Chesterfield | 025         | Chesterfield  | 1798   | Distrito de Cheraws                          | Felipe Stanhope de Chesterfield                 | 42 768    | 2088 km² (806 mi²)  | Mapa de Carolina del Sur con la ubicación del condado de Chesterfield |
| Condado de Clarendon    | 027         | Manning       | 1855   | Sumter                                       | Edward Hyde, primer conde de Clarendon          | 32 502    | 1803 km² (696 mi²)  | Mapa de Carolina del Sur con la ubicación del condado de Clarendon    |
| Condado de Colleton     | 029         | Walterboro    | 1800   | Charleston                                   | John Colleton                                   | 38 264    | 2934 km² (1133 mi²) | Mapa de Carolina del Sur con la ubicación del condado de Colleton     |
| Condado de Darlington   | 031         | Darlington    | 1785   | Distrito de Cheraws                          | Darlington (Inglaterra)                         | 67 394    | 1469 km² (567 mi²)  | Mapa de Carolina del Sur con la ubicación del condado de Darlington   |
| Condado de Dillon       | 033         | Dillon        | 1910   | Marion                                       | J. W. Dillon                                    | 30 722    | 1054 km² (407 mi²)  | Mapa de Carolina del Sur con la ubicación del condado de Dillon       |
| Condado de Dorchester   | 035         | St. George    | 1868   | Berkeley y Colleton                          | Dorchester (Massachusetts)                      | 96 413    | 1494 km² (577 mi²)  | Mapa de Carolina del Sur con la ubicación del condado de Dorchester   |
| Condado de Edgefield    | 037         | Edgefield     | 1785   | Distrito de Ninety-Six                       | Situado en el borde (edge en inglés) del estado | 24 595    | 1313 km² (507 mi²)  | Mapa de Carolina del Sur con la ubicación del condado de Edgefield    |
| Condado de Fairfield    | 039         | Winnsboro     | 1785   | Distrito de Camden                           | Fair fields (campos hermosos, en inglés)        | 23 454    | 1839 km² (710 mi²)  | Mapa de Carolina del Sur con la ubicación del condado de Fairfield    |
| Condado de Florence     | 041         | Florence      | 1888   | Clarendon, Darlington, Marion y Williamsburg | Florence Harllee                                | 125 761   | 2082 km² (804 mi²)  | Mapa de Carolina del Sur con la ubicación del condado de Florence     |
| Condado de Georgetown   | 043         | Georgetown    | 1769   | Distrito judicial en 1769                    | Jorge II de Gran Bretaña                        | 55 797    | 2681 km² (1035 mi²) | Mapa de Carolina del Sur con la ubicación del condado de Georgetown   |
| Condado de Greenville   | 045         | Greenville    | 1798   | Distrito de Washington                       | Nathanael Greene                                | 395 357   | 2059 km² (795 mi²)  | Mapa de Carolina del Sur con la ubicación del condado de Greenville   |
| Condado de Greenwood    | 047         | Greenwood     | 1897   | Abbeville y Edgefield                        | Plantación Greenwood                            | 66 271    | 1199 km² (463 mi²)  | Mapa de Carolina del Sur con la ubicación del condado de Greenwood    |
| Condado de Hampton      | 049         | Hampton       | 1787   | Beaufort                                     | Wade Hampton                                    | 21 386    | 1458 km² (563 mi²)  | Mapa de Carolina del Sur con la ubicación del condado de Hampton      |
| Condado de Horry        | 051         | Conway        | 1801   | Georgetown                                   | General Peter Horry                             | 217 608   | 3250 km² (1255 mi²) | Mapa de Carolina del Sur con la ubicación del condado de Horry        |
| Condado de Jasper       | 053         | Ridgeland     | 1912   | Beaufort y Hampton                           | William Jasper                                  | 20 678    | 1813 km² (700 mi²)  | Mapa de Carolina del Sur con la ubicación del condado de Jasper       |
| Condado de Kershaw      | 055         | Camden        | 1798   | Claremont, Fairfield, Lancaster y Richland   | Joseph Kershaw                                  | 52 647    | 1917 km² (740 mi²)  | Mapa de Carolina del Sur con la ubicación del condado de Kershaw      |
| Condado de Lancaster    | 057         | Lancaster     | 1798   | Distrito de Camden                           | Condado de Lancaster (Pensilvania)              | 61 351    | 1437 km² (555 mi²)  | Mapa de Carolina del Sur con la ubicación del condado de Lancaster    |
| Condado de Laurens      | 059         | Laurens       | 1785   | Distrito de Ninety-Six                       | Henry Laurens                                   | 69 567    | 1875 km² (724 mi²)  | Mapa de Carolina del Sur con la ubicación del condado de Laurens      |
| Condado de Lee          | 061         | Bishopville   | 1902   | Darlington, Kershaw y Sumter                 | Robert E. Lee                                   | 20 119    | 1064 km² (411 mi²)  | Mapa de Carolina del Sur con la ubicación del condado de Lee          |
| Condado de Lexington    | 063         | Lexington     | 1804   | Orangeburg                                   | Batalla de Lexington                            | 216 014   | 1963 km² (758 mi²)  | Mapa de Carolina del Sur con la ubicación del condado de Lexington    |
| Condado de Marion       | 067         | Marion        | 1800   | Georgetown                                   | Francis Marion                                  | 35 466    | 1279 km² (494 mi²)  | Mapa de Carolina del Sur con la ubicación del condado de Marion       |
| Condado de Marlboro     | 069         | Bennettsville | 1798   | Distrito de Cheraws                          | John Churchill, I duque de Marlborough          | 28 818    | 1256 km² (485 mi²)  | Mapa de Carolina del Sur con la ubicación del condado de Marlboro     |
| Condado de McCormick    | 065         | McCormick     | 1914   | Abbeville, Edgefield y Greenwood             | Cyrus McCormick                                 | 9958      | 1020 km² (394 mi²)  | Mapa de Carolina del Sur con la ubicación del condado de McCormick    |
| Condado de Newberry     | 071         | Newberry      | 1785   | Distrito de Ninety-Six                       | Desconocido                                     | 36 108    | 1676 km² (647 mi²)  | Mapa de Carolina del Sur con la ubicación del condado de Newberry     |
| Condado de Oconee       | 073         | Walhalla      | 1868   | Pickens                                      | Indios oconee                                   | 66 215    | 1746 km² (674 mi²)  | Mapa de Carolina del Sur con la ubicación del condado de Oconee       |
| Condado de Orangeburg   | 075         | Orangeburg    | 1769   | Distrito judicial en 1769                    | Guillermo V de Orange-Nassau                    | 91 582    | 2922 km² (1128 mi²) | Mapa de Carolina del Sur con la ubicación del condado de Orangeburg   |
| Condado de Pickens      | 077         | Pickens       | 1826   | Distrito de Pendleton                        | Andrew Pickens                                  | 110 757   | 1326 km² (512 mi²)  | Mapa de Carolina del Sur con la ubicación del condado de Pickens      |
| Condado de Richland     | 079         | Columbia      | 1799   | Distrito de Camden                           | Terreno rico (rich land en inglés)              | 320 677   | 1999 km² (772 mi²)  | Mapa de Carolina del Sur con la ubicación del condado de Richland     |
| Condado de Saluda       | 081         | Saluda        | 1896   | Edgefield                                    | Río Saluda                                      | 19 181    | 1197 km² (462 mi²)  | Mapa de Carolina del Sur con la ubicación del condado de Saluda       |
| Condado de Spartanburg  | 083         | Spartanburg   | 1785   | Distrito de Ninety-Six                       | Regimiento Spartan                              | 253 791   | 2121 km² (819 mi²)  | Mapa de Carolina del Sur con la ubicación del condado de Spartanburg  |
| Condado de Sumter       | 085         | Sumter        | 1798   | Claremont, Clarendon y Salem                 | Thomas Sumter                                   | 104 646   | 1766 km² (682 mi²)  | Mapa de Carolina del Sur con la ubicación del condado de Sumter       |
| Condado de Union        | 087         | Union         | 1798   | Distrito de Ninety-Six                       | Union Church                                    | 29 881    | 1336 km² (516 mi²)  | Mapa de Carolina del Sur con la ubicación del condado de Union        |
| Condado de Williamsburg | 089         | Kingstree     | 1802   | Distrito de Georgetown                       | Guillermo Augusto, duque de Cumberland          | 37 217    | 2427 km² (937 mi²)  | Mapa de Carolina del Sur con la ubicación del condado de Williamsburg |
| Condado de York         | 091         | York          | 1798   | Distrito de Camden                           | Condado de York (Pensilvania)                   | 164 614   | 1803 km² (696 mi²)  | Mapa de Carolina del Sur con la ubicación del condado de York         |

## Economía
El producto interior bruto de Carolina del Sur fue de 115 mil millones de dólares en 2003. La renta per cápita del estado, por su parte, fue de 28.663 dólares. La tasa de desempleo es del 6,8%, la quinta más alta del país.
El sector primario supone el 1% del PIB de Carolina del Sur. La agricultura y a ganadería aportan ambas cerca del 0,95% del PIB del estado, y emplean 59 mil personas, aproximadamente. Carolina del Sur posee cerca de 25 mil granjas, que cubren aproximadamente el 25% del estado. Carolina del Sur es una de las mayores productoras de tabaco del país. El cultivo de flores en invernaderos, maíz y aves en general son otros productos importantes. La silvicultura y la pesca aportan juntas cerca del 0,05% del PIB, empleando cerca de nueve mil personas. El valor de la pesca capturada anualmente es de cerca de 30 millones de dólares.

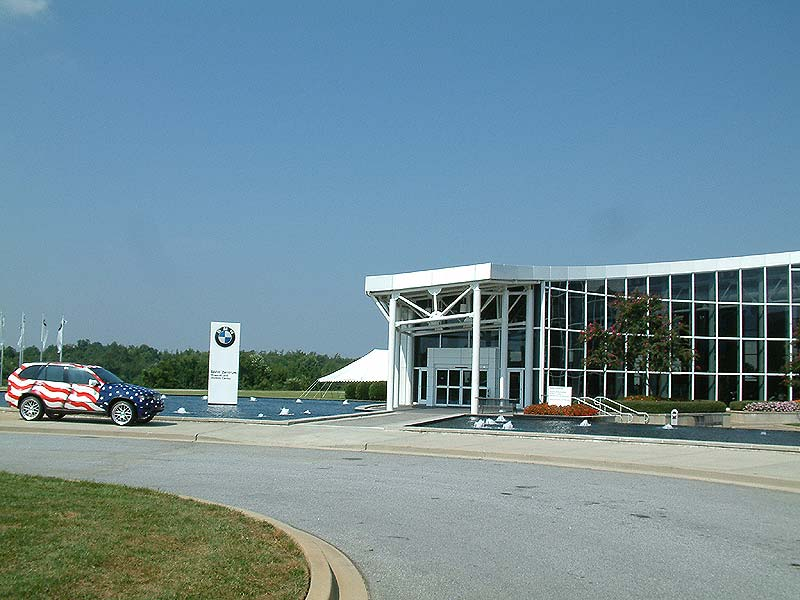
Factoría de BMW en Spartanburg.

El sector secundario supone el 29% del PIB. La industria de manufactura aporta el 24% del PIB del estado y emplea aproximadamente 370 mil personas. El valor total de los productos fabricados es de 34 mil millones de dólares. Los principales productos industrializados fabricados en el estado son cigarrillos, productos químicos, textiles, equipamientos de transporte, muebles en general, papel y ropas. El estado es la segunda mayor productora de cigarrillos del país, solo detrás de Carolina del Norte. La industria de la construcción corresponde a cerca del 4,95% del PIB del estado, empleando aproximadamente 147 mil personas, y la minería por el 0,5 %, empleando a cerca de 2,4 mil personas. Los principales productos minerales en el estado son el granito y la arenisca.
El sector servicios aporta el 70% del PIB de Carolina del Sur. El comercio al por mayor y al por menor supone el 17% del PIB del estado, y emplea a 493 mil personas, aproximadamente. Los servicios comunitarios y personales aportan el 16% del PIB de Carolina del Sur, y emplean aproximadamente a 562 mil personas, y los servicios gubernamentales el 15%, empleando aproximadamente a 364 mil personas. Servicios financieros y el sector inmobiliario responden por cerca de 14% del PIB del estado, empleando aproximadamente a 136 mil personas. Transportes, telecomunicaciones y servicios públicos emplean a 88 mil personas, y aportan el 8% del PIB. El 55% de la electricidad generada en el estado es producida en centrales nucleares, el 35% en centrales termoeléctricas a carbón, el 8% en centrales termoeléctricas a gas natural, y la mayor parte del resto generada en centrales hidroeléctricas. El estado produce más electricidad que la que consume, y el excedente se vende a los estados vecinos, principalmente a Carolina del Norte.

## Infraestructura

### Transporte
En 2002, Carolina del Sur poseía 3745 kilómetros de vías ferroviarias. En 2003, el estado poseía 106.587 kilómetros de vías públicas, de los cuales 1355 kilómetros eran carreteras interestatales, considerados parte del sistema federal viario de Estados Unidos.

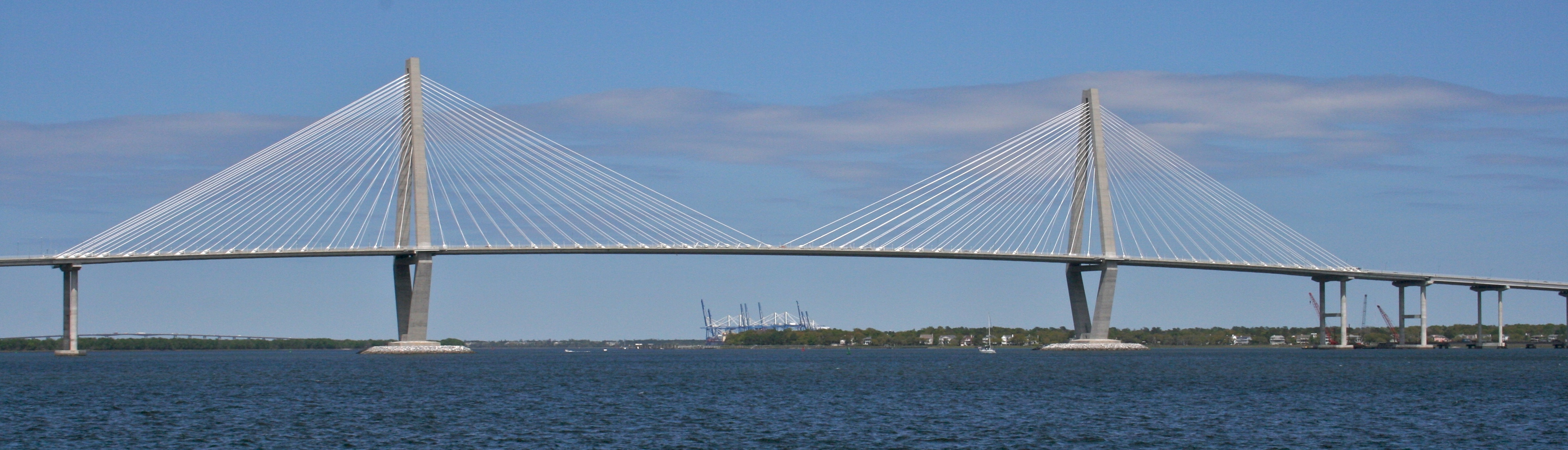
Puente Arthur Ravenel Jr. visto desde el puerto de Charleston.

### Medios de comunicación
El primer periódico publicado en Carolina del Sur fue el South Carolina Weekly Journal, en 1732, en Charleston. Dejó de ser publicado seis meses después. Actualmente, se publican cerca de 110 periódicos, de los cuales 14 son diarios.
La primera estación de radio de Carolina del Sur fue fundada en 1930, en Spartanburg. La primera estación de televisión fue fundada en 1949, en Columbia. En 2002, Carolina del Sur poseía 132 estaciones de radio —de las cuales 57 estaciones eran AM y 75 FM— y 23 estaciones de televisión.
El primer periódico en español dirigido a la comunidad latina para las regiones Charleston, Beaufort, Bluffton y Hilton Head, fue El Informador Spanish Language Newspaper, fundado en 2008.

## Cultura
Entre las principales universidades del estado se encuentran la Universidad de Carolina del Sur, la Universidad Furman la Universidad Clemson, y la Universidad de Carolina Costera.

### Deporte
El estado no cuenta con equipos deportivos de grandes ligas, debido a la cercanía de la ciudad de Charlotte con la frontera entre Carolina del Norte y Sur. Sin embargo, los Carolina Panthers de la NFL y los Carolina Hurricanes de la NHL representan a ambos estados.
Los dos equipos deportivos universitarios más destacados son los South Carolina Gamecocks y los Clemson Tigers.
El óvalo de Darlington es uno de los tradicionales de la Copa NASCAR, y allí dese disputan las 500 Millas Sureñas en el feriado del Labor Day.
El Heritage es un torneo de golf del PGA Tour que disputa desde 1969 en Harbour Town. Además, el campeo de golf de Kiawah Island ha sido sede de la Copa Ryder, el Campeonato de la PGA, la Copa Mundial de Golf y el Sénior PGA Championship.
Desde 2001 se disputa el Torneo de Charleston, un torneo de tenis del WTA Tour.

### Símbolos del estado
- Anfibio: Salamandra moteada (Ambystoma maculatum)
- Árbol: Palmera
- Bebida: Leche
- Mariposa: Papilio (Papilio glaucus)
- Apodo: Palmetto State
- Baile: Shag
- Deporte: Golf
- Flor: Jazmín de Carolina (Gelsemium sempervirens)
- Fruta: Melocotón
- Insecto: Mantis religiosa de Carolina del Sur.
- Lemas:
  - Dum spiro, spero (del latín: "Mientras respiro, hay esperanzas" o "Mientras hay aliento, hay esperanza")
  - Animis Opibusque Parati (del latín: Preparado en Mente y Recursos)
- Mamífero: Ciervo de Virginia (Odocoileus virginianus)
- Música: Carolina
- Pájaro: Cucarachero de Carolina (Thryothorus ludovicianus)
- Piedra preciosa: Amatista
- Pez: Lubina rayada (Morone saxatilis)
- Reptil: Tortuga boba Caretta caretta
- Roca: Granito azul
- Eslogan: Smiling Faces. Beautiful Places. (Rostros Sonrientes. Bellos Lugares).